# 1. deild kvinnur (2014)
W roku 2014 odbyła się 30. edycja 1. deild kvinnur – pierwszej ligi piłki nożnej kobiet na Wyspach Owczych. W rozgrywkach wzięło udział 6 klubów z całego archipelagu. Tytuł mistrzowski obroniła drużyna KÍ Klaksvík, po raz piętnasty w swej historii.

## Uczestnicy
| Uczestnicy 1. deild kvinnur 2013                                                                              | Uczestnicy 1. deild kvinnur 2013 | Uczestnicy 1. deild kvinnur 2013 | Uczestnicy 1. deild kvinnur 2013 |
| --- | -------------------------------- | -------------------------------- | -------------------------------- |
| KÍ | KÍ Klaksvík                      | 1                                |                                  |
| ESS | EB/Streymur/Skála ÍF             | 2                                |                                  |
| HB | HB Tórshavn                      | 3                                |                                  |
| B36 | B36 Tórshavn                     | 4                                |                                  |
| AB | AB Argir                         | 7                                |                                  |
| Nowi uczestnicy                                                                                               |                                  |                                  |                                  |
| ÍFV | ÍF Fuglafjørður/Víkingur Gøta    |                                  |                                  |
| Oznaczenia: - kolumna pierwsza – skróty nazw drużyn, - kolumna trzecia – miejsce zajęte w poprzednim sezonie. |                                  |                                  |                                  |

## Tabela ligowa
| Lp. | Drużyna                       | M  | Z  | R | P  | Bramki | Bramki | Różn. | Pkt | Uwagi                                 |
| --- | ----------------------------- | -- | -- | - | -- | ------ | ------ | ----- | --- | ------------------------------------- |
| 1   | KÍ Klaksvík                   | 20 | 17 | 2 | 1  | 81     | 20     | +61   | 53  | Liga Mistrzów UEFA Kobiet • 2015/2016 |
| 2   | EB/Streymur/Skála ÍF          | 20 | 13 | 4 | 3  | 72     | 17     | +55   | 43  |                                       |
| 3   | HB Tórshavn                   | 20 | 10 | 4 | 6  | 56     | 39     | +17   | 34  |                                       |
| 4   | ÍF Fuglafjørður/Víkingur Gøta | 20 | 6  | 3 | 11 | 28     | 63     | −35   | 21  |                                       |
| 5   | B36 Tórshavn                  | 20 | 5  | 2 | 13 | 19     | 50     | −31   | 17  |                                       |
| 6   | AB Argir                      | 20 | 1  | 1 | 18 | 17     | 84     | −67   | 4   |                                       |

## Najlepsi strzelcy
Stan na 30 marca 2015.
| Bramki | Strzelcy          | Drużyna                       |
| ------ | ----------------- | ----------------------------- |
| 29     | Rannvá Andreasen  | KÍ Klaksvík                   |
| 29     | Heidi Sevdal      | HB Tórshavn                   |
| 14     | Íðunn Magnussen   | EB/Streymur/Skála ÍF          |
| 12     | Margunn Lindholm  | EB/Streymur/Skála ÍF          |
| 11     | Birna Johannesen  | EB/Streymur/Skála ÍF          |
| 10     | Fríðrún Danielsen | EB/Streymur/Skála ÍF          |
| 10     | Milja Simonsen    | HB Tórshavn                   |
| 9      | Jensa Olsen       | ÍF Fuglafjørður/Víkingur Gøta |
| 8      | Ásla Johannesen   | AB Argir                      |
| 8      | Jóhanna Lervig    | ÍF Fuglafjørður/Víkingur Gøta |
| 7      | 4 zawodniczki     | 4 zawodniczki                 |
| 6      | 3 zawodniczki     | 3 zawodniczki                 |
| 4      | 5 zawodniczek     | 5 zawodniczek                 |
| 3      | 6 zawodniczek     | 6 zawodniczek                 |
| 2      | 10 zawodniczek    | 10 zawodniczek                |
| 1      | 23 zawodniczki    | 23 zawodniczki                |
| sam.   | 6 zawodniczek     | 6 zawodniczek                 |